# 吳吉
吴吉（1466年—1549年），字從慶，直隶永平府滦州人，匠籍。

## 生平
治《詩經》，行一，由國子生中式乙卯科（1495年）顺天府鄉試第二十二名舉人，年四十三歲中式正德三年（1508年）戊辰科會試第三百五十名，第三甲第六十五名進士。初授陕西西安府推官，官至南京户部主事，正德十年五月官员考察，以有疾致仕。年八十四卒。

## 家族
曾祖吴璧。祖父吴思文。父吴宥。母刘氏。具庆下，弟璋、嘉、瑞、瓒、珙、玫、珍、清。